# Panorama Bułgarska
Panorama Bułgarska. Ilustrowany miesięcznik informacyjny – miesięcznik ukazujący się od 1971 do 1987 roku w Warszawie. Wydawcą był Bułgarski Ośrodek Kultury. Publikowane w nim były artykuły i informacje dotyczące historii i współczesności Bułgarii. 